# Callobius panther
Callobius panther är en spindelart som beskrevs av Robin Ernest Leech 1972. Callobius panther ingår i släktet Callobius och familjen mörkerspindlar. Inga underarter finns listade.